# Milton Erickson
Milton Hyland Erickson, född 5 december 1901 i White Pine County i Nevada, död 25 mars 1980 i Phoenix i Arizona, var en amerikansk psykiater. Han specialiserade sig på hypnos och familjeterapi. 